# Eduard Steinauer
Eduard Steinauer  (* 14. Juni 1844 in Dyhernfurt, Schlesien; † 6. Juli 1883) war ein deutscher Pharmakologe.
Steinauer studierte in Breslau und Berlin und wurde 1866 in Berlin promoviert. Danach war er Arzt in Berlin und ab 1874 Dozent für Pharmakologie und Toxikologie an der Universität Berlin.
Als Pharmakologe untersuchte er unter anderem die Wirkung von Brompräparaten. Er war Autor in der Real-Encyclopädie der gesammten Heilkunde von Albert Eulenburg.

## Werke
- Beiträge zu Albert Eulenburgs Real-Encyclopädie der gesammten Heilkunde. Erste Auflage. 
  - Band 1 (1880) (Digitalisat), S. 287–292: Anästhesie, Anaesthetica
  - Band 2 (1880) (Digitalisat), S. 462–467: Brom
  - Band 3 (1880) (Digitalisat), S. 212–219: Chloroform
  - Band 9 (1881) (Digitalisat), S. 614–618: Nicotiana
  - Band 10 (1882) (Digitalisat), S. 648–650: Pikrotoxin
  - Band 12 (1882) (Digitalisat), S. 437–438: Sedativa
  - Band 13 (1883) (Digitalisat), S. 142–144: Stickstoffoxydul; S. 229–236: Strychnin
  - Band 14 (1883) (Digitalisat), S. 458–461: Veratrin
  - Band 15 (1883) (Digitalisat), S. 109–110 (Nachträge): Acetale; S. 120–122 (Nachträge): Adonis vernalis; S. 160 (Nachträge): Cannabinum tannicum; S. 168–169 (Nachträge): Convallaria; S. 182–183 (Nachträge): Guamacha; S. 207 (Nachträge): Kava; S. 220–221 (Nachträge): Methylkyanaethin; S. 234–235 (Nachträge): Paraldehyd